# Mamba
Mamba (Dendroaspis) este un gen de șerpi veninoși, tereștri și rapizi, din familia Elapidae. Denumirea genului în traducere din latină înseamnă "șarpe arboricol", deoarece ei pot urca cu ușurință în arbori. 

## Areal de răspândire

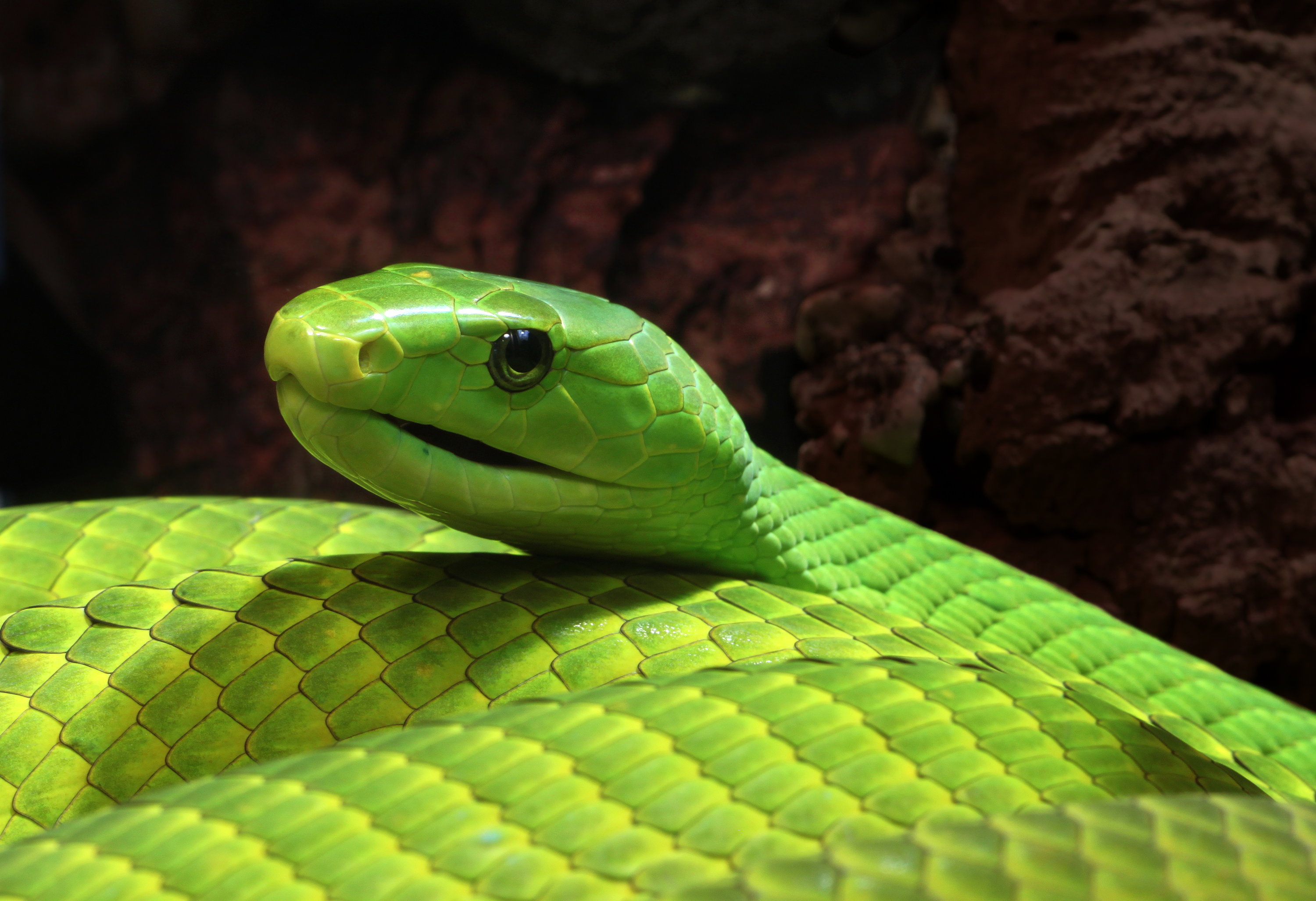
O mamba agitată

Șerpii mamba trăiesc numai în Africa. Ei duc o viață arboricolă, sau trăiesc ascunși în vizuini părăsite ori sub grămezi de pietre.

## Hrănire
Acești șerpi sunt activi ziua, și vânează mamifere mici, păsări, broaște arboricole și șopârle.

## Veninul
Șerpii mamba mușcă de obicei de mai multe ori prada. Veninul inoculat este puternic, el face parte din categoria neurotoxinelor. Un om mușcat de mamba, moare dacă nu i se administrează la timp antidotul. Mușcătura șarpelui este deosebit de periculoasă, dacă veninul este injectat direct într-un vas de sânge, caz în care moartea survine la câteva minute. 

## Specii
- Mamba negru (Dendroaspis polylepis) este cea mai veninoasă, doza letală DL este de 10–15 mg, veninul paralizează mușchii respiratori
- Dendroaspis viridis
- Dendroaspis angusticeps
- Dendroaspis jamesoni